# Wurzacher Ried
Wurzacher Ried este o arie protejată (sit de importanță comunitară — SCI, arie de protecție specială avifaunistică — SPA) din Germania întinsă pe o suprafață de 1.798,32 ha, integral pe uscat.

## Localizare
Centrul sitului Wurzacher Ried este situat la coordonatele 47°55′28″N 9°53′14″E / 47.9244°N 9.8872°E.

## Înființare
Situl Wurzacher Ried a fost declarat arie de protecție specială avifaunistică în martie 2001 pentru a proteja 16 specii de animale. Situl a fost protejat și ca sit de importanță comunitară în martie 2001.

## Biodiversitate
Situată în ecoregiunea continentală, aria protejată nu include niciun habitat protejat.
La baza desemnării sitului se află mai multe specii protejate de  păsări (16): lăcar mare (Acrocephalus arundinaceus), rață lingurar (Anas clypeata), rață mică (Anas crecca crecca), rață cârâitoare (Anas querquedula), caprimulg (Caprimulgus europaeus), prepeliță (Coturnix coturnix), cristeiul de câmp (Crex crex), șoimul rândunelelor (Falco subbuteo), becațină comună (Gallinago gallinago), sfrâncioc mare (Lanius excubitor excubitor), viespar (Pernis apivorus), pitulice de munte (Phylloscopus bonelli), ciocănitoare verzuie (Picus canus), Rallus aquaticus aquaticus, mărăcinar negru (Saxicola torquatus), Tachybaptus ruficollis ruficollis